# Le Loup-garou (film, 1996)
Pour plus de détails, voir Fiche technique et Distribution.
Le Loup-garou ou Werewolf le loup-garou à sa sortie DVD (titre original : Werewolf, connu aussi sous le nom Arizona Werewolf) est un film américain d'horreur, réalisé par Tony Zarindast, sorti directement en vidéo en 1996.
Le 18 avril 1998, il a été utilisé pour le 4e épisode de la 9e saison de la série télévisée culte Mystery Science Theater 3000. Il s'agissait du film le plus récent à avoir été choisi pour faire partie de cette série, avant la diffusion de Future War, l'année suivante. Il fait aussi partie du coffret de DVD Mystery Science Theater 3000: 20th Anniversary Edition, sorti en 2008.

## Synopsis
Des archéologues trouvent, dans le désert de l'Arizona, des ossements qu'ils déterrent. Les Indiens qui les accompagnent leur indiquent qu'il s'agit des restes d'un loup-garou. Partagés entre incrédulité et fascination, les membres de l'équipe ramènent ces ossements à leur laboratoire, alors que l'un des assistants, qui s'est blessé à l'un des os, commence à se transformer en loup-garou...

## Fiche technique
- Titre : Le Loup-garou
- Titre original : Werewolf
- Réalisation : Tony Zarindast
- Scénario : Brad Hornacher & Tony Zarindast
- Musique : Keith Bilderbeck
- Directeur de la photographie : Dan Gilman & Robert Hayes
- Montage : Peter Taylor
- Direction artistique : George Peirson
- Décors : Jackie Pereira
- Costumes : Paula M. Denton
- Maquillage : Tammy Curtis, Kachina Rochon, Mike Tristano, Max Village & Mark Williams
- Effets spéciaux : Enzo Diliberto
- Production : Tozart Publishing Inc.
- Pays d'origine :  États-Unis
- Genre : Horreur
- Durée : 99 minutes
- Date de sortie :
  - États-Unis : 21 janvier 1996
  - Espagne : 21 janvier 1996

## Distribution
- Jorge Rivero : Youri
- Richard Lynch (VF : Jacques Frantz) : Noël
- Federico Cavalli : Paul Miles
- Adrianna Miles : Natalie Burke
- Joe Estevez : Joel
- R.C. Bates : Sam
- Randall Oliver : Billy

## Récompenses et distinctions

### Nominations
- Saturn Award 2009 :
  - Saturn Award de la meilleure collection DVD (au sein du coffret Mystery Science Theater 3000: 20th Anniversary Edition)